# Oldřich Machala
Oldřich Machala (ur. 4 sierpnia 1963 w Bruntálu) – czeski piłkarz występujący na pozycji obrońcy.

## Kariera klubowa
Machala treningi rozpoczynał w drużynie TJ Moravský Beroun. Następnie grał w juniorach Sigmy Ołomuniec, a w 1982 roku przeszedł do zespołu VTJ Tábor, grającego w drugiej lidze czechosłowackiej. W 1984 roku wrócił do pierwszoligowej Sigmy. Jej barwy reprezentował przez siedem sezonów.
W 1991 roku Machala przeszedł do niemieckiej Hansy Rostock. W Bundeslidze zadebiutował 24 sierpnia 1991 w wygranym 2:1 meczu z Borussią Mönchengladbach, a 5 października 1991 w wygranym 3:1 pojedynku z Fortuną Düsseldorf strzelił swojego jedynego gola w Bundeslidze. Na początku 1992 roku odszedł do VfB Oldenburg z 2. Bundesligi, gdzie występował do końca sezonu 1992/1993.
W 1993 roku Machala powrócił do Sigmy Ołomuniec, występującej w pierwszej lidze czeskiej. W sezonie 1995/1996 wywalczył z nią wicemistrzostwo Czech. W 2001 roku zakończył karierę.

## Kariera reprezentacyjna
W reprezentacji Czech Machala wystąpił jeden raz, 11 grudnia 1996 w wygranym 2:1 towarzyskim meczu z Nigerią.